# 懷茨維爾 (印地安納州)
懷茨維爾（英語：Whitesville）是位於美國印地安納州蒙哥馬利縣的一個非建制地區。該地的面積和人口皆未知。